# Керала Бластерс
ФК «Керала Бластерс» (англ. Kerala Blasters Football Club) — індійський футбольний клуб з Кочі, Керала, заснований у 2014 році. Виступає в Суперлізі. Домашні матчі приймає на стадіоні Джавахарлала Неру, місткістю 38 086 глядачів.

## Досягнення
- Індійська суперліга
  - Срібний призер: 2016
  - Півфіналіст: 2014, 2016.